# どん底 (1936年の映画)
『どん底』（どんぞこ、Les Bas-fonds）は、1936年のフランスの映画。マクシム・ゴーリキーによる1902年の同名戯曲を原作に、舞台を公開当時のパリに変更し映画化した作品。監督はジャン・ルノワール。出演はジャン・ギャバンなど。
1937年に第一回ルイ・デリュック賞を受賞した。

## キャスト
| 役名         | 俳優                     | 日本語吹替   | 日本語吹替  |
| 役名         | 俳優                     | フジテレビ版 | NETテレビ版 |
| ------------ | ------------------------ | ------------ | ----------- |
| ペペル       | ジャン・ギャバン         | 梶哲也       | 森山周一郎  |
| 男爵         | ルイ・ジューヴェ         | 納谷悟朗     | 中村正      |
| ワシリッサ   | スージー・プリム         | 翠準子       | 川路夏子    |
| ナターシャ   | ジュニー・アストル       | 平井道子     | 谷育子      |
| アンヌ       | ナタリー・アレクシーフ   |              |             |
| コスティレフ | ウラディーミル・ソコロフ |              |             |

- フジテレビ版：初回放送1961年2月6日『テレビ名画座』
- NETテレビ版：初回放送1965年2月13日

## スタッフ
- 監督：ジャン・ルノワール
- 原作：マクシム・ゴーリキー
- 脚本：ジャン・ルノワール、シャルル・スパーク
- 撮影：F・ブルガース、ジャック・メルカントン
- 音楽：ジャン・ウィエネル